# Anselm Hollo
Anselm Hollo (Helsinki, 12 aprile 1934 – Boulder, 29 gennaio 2013) è stato un poeta e traduttore finlandese.
Ha vissuto negli Stati Uniti dal 1967 fino alla morte.

## Biografia

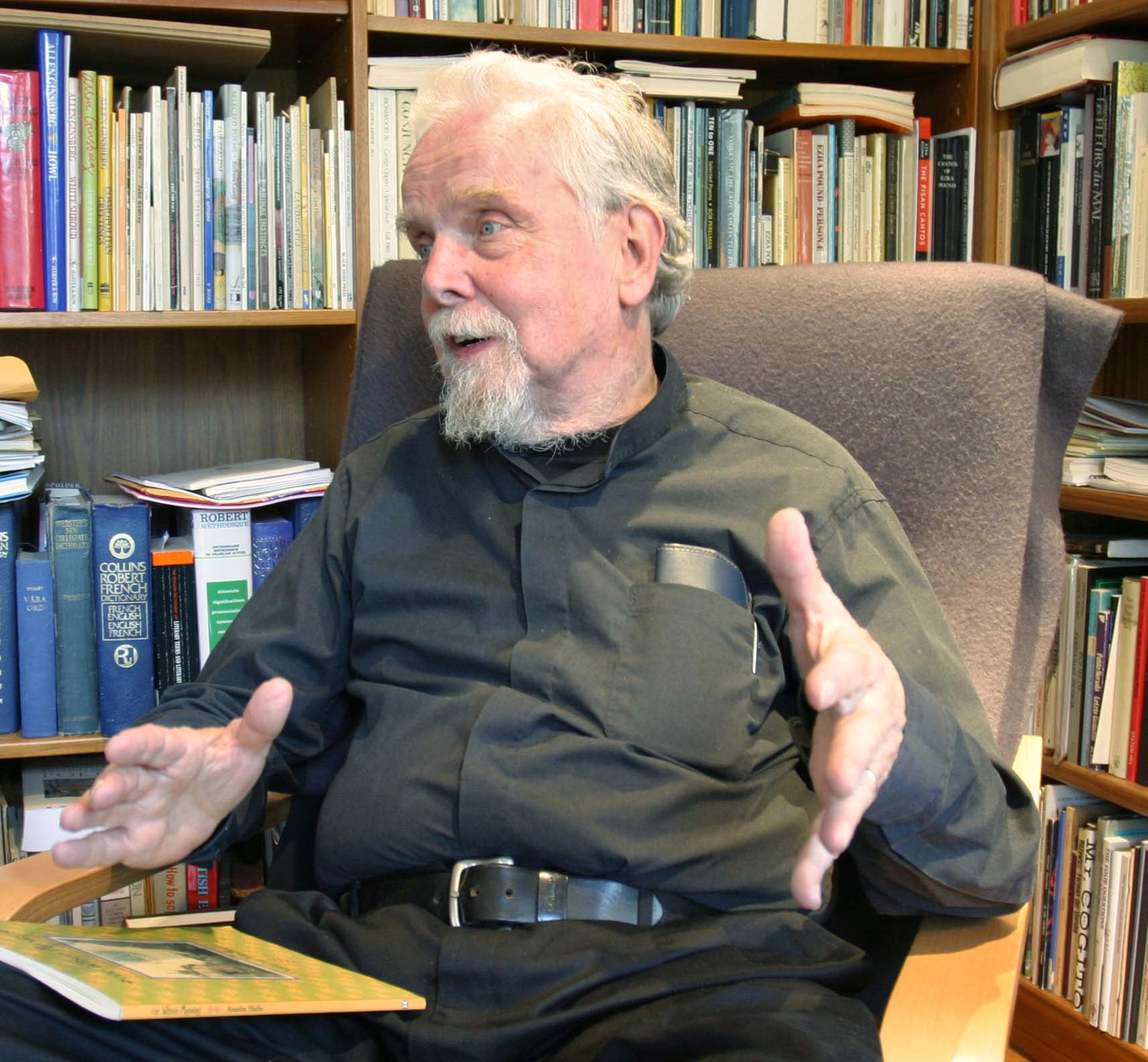
Anselm Hollo, foto di Gloria Graham durante le riprese per il progetto Add-Verse, 2005

Paavo Anselm Aleksis Hollo è nato in Finlandia. Suo padre, Juho Aukusti Hollo
(1885-1967) - che preferiva essere chiamato "J. A." Hollo - è stato professore di filosofia all'Università di Helsinki, saggista e importante traduttore di letteratura in finlandese. 
Sua madre era Iris Antonina Anna Walden, insegnante di musica e figlia del chimico organico Paul Walden.
Ha vissuto per otto anni nel Regno Unito, dove ha avuto tre figli: Hannes, Kaarina, e Tamsin, con la sua prima moglie, la poetessa Josephine Clare. Alla fine degli anni sessanta si è trasferito definitivamente negli Stati Uniti e ora vive a Boulder, in Colorado con la moglie, l'artista Jane Dalrymple-Hollo.
Ha pubblicato più di quaranta titoli di poesia nel Regno Unito e negli Stati Uniti, in uno stile fortemente influenzato dai poeti beat americani.
Nel 1965, si è esibito all'underground International Poetry Incarnation a Londra.

Nel 2001, poeti e critici associati alla POETICS list presso l'Università di Buffalo (SUNY) elessero Hollo alla carica onorifica di "anti-laureato", per protestare contro la nomina di Billy Collins alla posizione di Poet Laureate Consultant in Poetry to the Library of Congress (Poeta Laureato).
Hollo ha tradotto in inglese poesie e opere letterarie dal finlandese, tedesco, svedese e francese. È stato uno dei primi traduttori di Allen Ginsberg in tedesco e finlandese.
Ha insegnato scrittura creativa in diciotto diversi istituti di istruzione superiore, compresa l'Università di Buffalo, l'Iowa Writers' Workshop e l'Università del Colorado a Boulder. Dal 1989 insegna nella Jack Kerouac School of Disembodied Poetics presso la Naropa University, dove attualmente (2011) è professore ordinario.
Molte delle sue poesie sono state messe in musica dal pianista e compositore Frank Carlberg.
I poeti Ted Berrigan e Alice Notley hanno chiamato il loro figlio Anselm Berrigan (anche lui poeta) in onore di Hollo.
È scomparso nel 2013 all'età di 78 anni, a causa di una polmonite contratta a seguito di un intervento chirurgico

## Premi
- 2004 Harold Morton Landon Translation Award.[11][15]
- 2001 Poetry Center Book Award dal San Francisco Poetry Center, per Notes on the Possibilities and Attractions of Existence: New and Selected Poems 1965–2000.[16]
- 1996 State Award for Foreign Translators (Valtion ulkomainen kääntäjäpalkinto) dal Governo finlandese (Ministry of Education) per traduzioni della letteratura finlandese.[11]
- 1996 Gertrude Stein Award in Innovative American Poetry 1995-1996.[17]
- 1979 NEA and Poets Foundation fellowships[18]

## Principali pubblicazioni
- (EN) Maya : works, 1959-1969, London, Cape Goliard, 1970,  p. 141, ISBN 978-0-670-46347-3.
- (EN) Alembic, Londra, Trigram Press (distribuito da Allison and Busby), 1972,  p. 91, ISBN 0-85465-028-8.
- (EN) Finite continued, Berkeley, Blue wind Press, 1980,  pp. 120, ISBN 0-912652-68-3.
- (EN) Corvus : poems, Minneapolis (Minnesota), Coffee House Press, 1995,  pp. 141, ISBN 1-56689-039-X.
- (EN) Notes on the possibilities and attractions of existence : selected poems, 1965-2000, Minneapolis (Minnesota), Coffee House Press (disponibile dal Consortium Book Sales & Distribution), 2001,  p. 328, ISBN 1-56689-113-2.
- (EN) Braided river: new and selected poems 1965-2005, Cambridge, Salt Publishing, 2005,  p. 246, ISBN 1-84471-109-9.
Anteprima limitata (Google Libri): (EN) Braided river: new and selected poems 1965-2005, su books.google.it. URL consultato il 4 febbraio 2011.

### Antologie
- (EN) Anselm Hollo, Robert Creeley, Edward Dorn, Sojourner microcosms : new and selected poems, 1959-1977, Berkeley, Blue wind Press, 1977,  pp. 286, ISBN 0-912652-39-X.
- (EN) Michael Horovitz (a cura di), Children of Albion: poetry of the 'Underground' in Britain, Collana The Penguin poets, Harmondsworth, Penguin, 1969,  p. 382, ISBN 0-14-042116-5.
- (EN) Edward Lucie-Smith (a cura di), British poetry since 1945, Collana The Penguin poets, Harmondsworth, Penguin Books, 1987,  p. 423, ISBN 0-14-058564-8.
- (EN) Jon Silkin (a cura di), Poetry of the committed individual : a 'Stand' anthology of poetry, Harmondsworth, Penguin, 1973,  p. 254, ISBN 0-14-042159-9.